# Potok Geografów
Potok Geografów (ang. Geographers Creek) - potok na Wyspie Króla Jerzego w pobliżu Polskiej Stacji Antarktycznej im. Henryka Arctowskiego. Rozpoczyna bieg w dolinie między Granią Panorama a szczytem Krokiew, po czym kieruje się na północny wschód, a następnie skręca na południowy wschód, wcinając się między Urwisko Skua a występ skalny Ambona. Tam łączy się z Potokiem Skamieniały Las.
Potok nazwano na cześć geografów, uczestniczących w polskiej ekspedycji naukowej latem 1977/1978 roku.